# Kleine Schwebfliege
Die Kleine Schwebfliege (Syrphus vitripennis) ist eine Art der Gattung Syrphus aus der Familie der Schwebfliegen (Syrphidae).

## Merkmale
Die Kleine Schwebfliege erreicht eine Körperlänge von 9 bis 11 Millimeter. Ihr Hinterleib ist matt schwarz gefärbt und trägt drei gelbe Binden. Die erste von ihnen ist mittig schwarz unterbrochen. Die Hinterschenkel (Femora) sind bei den Männchen zu drei Viertel, bei den Weibchen überwiegend schwarz. Sie sehen der Großen Schwebfliege (Syrphus ribesii) sehr ähnlich, sind jedoch etwas kleiner. Nur anhand der Körpergröße kann man die beiden Arten jedoch nicht unterscheiden. Sicheres Unterscheidungsmerkmal sind die Hinterschenkel, die bei der Kleinen Schwebfliege zu drei Viertel schwarz sind. Bei der ähnlichen Art sind sie nur bei den Männchen zur Hälfte schwarz, ansonsten gelb.

## Vorkommen und Lebensweise
Die Tiere kommen von Europa östlich bis nach Japan vor. Sie sind in Mitteleuropa in nahezu allen Lebensräumen häufig zu finden. Die Wanderart fliegt in Mitteleuropa in mehreren Generationen von März bis Oktober. Imagines saugen Nektar an einer Vielzahl verschiedener Pflanzenarten, wie beispielsweise Schlehdorn, Sumpfdotterblume, Löwenzahn oder Zypressen-Wolfsmilch. Die Larven ernähren sich räuberisch von Blattläusen und sehen denen von S. ribesii ähnlich.

## Belege
- Gerald Bothe: Schwebfliegen. Deutscher Jugendbund für Naturbeobachtung, Hamburg 1996.
- Kurt Kormann: Schwebfliegen und Blasenkopffliegen Mitteleuropas Fauna Naturführer Band 1, Fauna-Verlag, Nottuln 2002, ISBN 3-935980-29-9